# Magdalena Stużyńska
Magdalena Stużyńska-Brauer est une actrice, présentatrice de télévision et artiste de cabaret polonaise née le 25 mars 1974 à Giżycko.

## Biographie
Diplômée de l'école secondaire générale Władysław IV à Varsovie.
Jeune fille, elle faisait partie de la troupe de théâtre du théâtre Ochota. À l'âge de 15 ans, elle joue dans une pièce de théâtre intitulée Eksperyment (Expérience), mise en scène par Halina Machulska. Un an plus tard, elle fait ses débuts sur grand écran dans le film Brama do raju réalisé par Ryszard Moch. Elle y jouait une toxicomane. Elle a gagné en popularité pour son rôle de Marcysia dans la série télévisée Złotopolscy,. Depuis 1999, elle joue au théâtre Kwadrat de Varsovie.
En 1997, elle est diplômée de la Faculté des connaissances théâtrales de l'Académie de théâtre Aleksander Zelwerowicz à Varsovie.
Sur TVP2, elle co-anima l'émission Pytanie na śniadanie,.
En juin 2012, elle a rejoint le Kabaret Moralnego Niepokoju. La même année, elle commence à travailler sur le plateau de la nouvelle série télévisée de Polsat, Przyjaciółki, dans laquelle elle joue le rôle d'Anka Strzelecka,,. Pour ce rôle, elle a été nommée au prix de Telekamera 2013 dans la catégorie Actrice. Elle a également joué dans les séries Na dobre i na zle (1999-2000), Hotel 52 (2010-2013) ainsi que Rodzinka.pl (2013, 2015-2020).
En avril 2017, elle a mis fin à son activité au sein du cabaret Kabaret Moralnego Niepokoju,,.

## Vie privée
Elle est mariée à l'homme d'affaires Łukasz Brauer,. Le 17 mai 2005, elle a donné naissance à un fils, Bruno. En avril 2011, elle a donné naissance à un deuxième fils, Gustaw,. Fils qui a failli ne jamais naître dû à une grave grippe que reçut sa mère.

## Filmographie
- 1992 : Pierścionek z orłem w koronie - infirmière
- 1994 : Miejsce zbrodni - Maria (épisode 298)
- 1994 : Jest jak jest - eauto-stoppeur (épisode 17)
- 1994 : Tatort - Maria Stykowski (épisode 298)[18]
- 1994-1995 : Fitness Club - Weronika, la fille d'Agata
- 1995 : Sukces - Genowefa (épisode 9)
- 1995 : Sortez des rangs
- 1995 : Pokuszenie - nonne
- 1996 : Słodko gorzki - Mariolka
- 1996-2000 : Dom - Danusia, la femme de Heniek
- 1997 : Pokój 107 - Ula
- 1998-2009 : Złotopolscy - Marcysia Biernacka-Złotopolska
- 1999-2000 : Na dobre i na złe - sœur de Magda Szymczak
- 1999 : Gwiazdka w Złotopolicach - Marcysia Biernacka
- 2001 : Blok.pl - Iza
- 2003 : Siedem przystanków na drodze do raju - sorcière
- 2005-2006 : Niania - Anka Maria Walczak-Wiśniewska (épisodes 19, 45)
- 2005-2008 : Daleko od noszy
- 2006-2008 : Hela w opałach - mère de Krzyś (épisodes 6, 21 et 53)
- 2007 : Kryminalni - Daria Brzozek (épisode 80)
- 2008 : Karolcia - mère
- 2008 : Drzazgi - Hanka
- 2009 : Grzeszni i bogaci - Marjon Karter, Rejczel Karter
- 2010 : Usta usta - Monika
- 2010 : Duch w dom - Stefa, la femme de Kazimierz
- 2010-2013 : Hotel 52 - Jola, femme de chambre
- 2012- : Przyjaciółki - Anna Strzelecka[19],[20]
- 2013-2020 : Rodzinka.pl - Viola[21]
- 2016 : Bodo - Trudi (épisode 3)
- 2016 : Ojciec Mateusz - Wieslawa Pokrzyk, partenaire de Lucjan (épisode 225)[22]
- 2019-2020 : W rytmie serca - Justyna Kmiecik
- 2020 : Radio, kamera, akcja! - Frania, la femme de ménage (épisode 2)

### Doublage polonais
- 2001 : Bambi - Felinka
- 2003-2006 : Blanka - Kinia
- 2004 : Król Lew III: Hakuna matata - Nala
- 2007-2008 : Wyspa Totalnej Porażki - Sadie
- 2008 : Horton słyszy Ktosia - femme du maire.
- 2009-2010 : Plan Totalnej Porażki - Sadie
- 2013 : Zambezia - Marabout
- 2014 : Rio 2 - Gabi